# Ребека Боу Ногейро
Ребека Боу Ногейро (ісп. Rebeca Bou Nogueiro; нар. 7 березня 1987) — колишня іспанська тенісистка.
Найвищу одиночну позицію світового рейтингу — 327 місце досягла 8 вересня 2008, парну — 375 місце — 10 серпня 2009 року.
Здобула 3 одиночні та 3 парні титули.

## Фінали ITF
| Легенда         |
| --------------- |
| Турніри $25,000 |
| Турніри $10,000 |

### Одиночний розряд: 6 (3–3)
| Результат | Ранг | Дата            | Турнір                  | Покриття | Суперниця             | Рахунок     |
| --------- | ---- | --------------- | ----------------------- | -------- | --------------------- | ----------- |
| Перемога  | 1.   | 11 березня 2007 | ITF Сабадель, Іспанія   | Ґрунт    | Анастасія Полторацька | 6–3, 6–2    |
| Поразка   | 1.   | 1 квітня 2007   | ITF Фоджа, Італія       | Ґрунт    | Тельяна Перейра       | 4–6, 3–6    |
| Перемога  | 2.   | 3 червня 2007   | ITF Тортоса, Іспанія    | Ґрунт    | Валентіна Сульпіціо   | 7–5, 6–4    |
| Перемога  | 3.   | 21 жовтня 2007  | ITF Севілья, Іспанія    | Ґрунт    | Sandra Soler-Sola     | 7–6(5), 7–5 |
| Поразка   | 2.   | 31 серпня 2008  | ITF Мольєрусса, Іспанія | Тверде   | Sandra Soler-Sola     | 4–6, 2–6    |
| Поразка   | 3.   | 19 липня 2009   | ITF Касерес, Іспанія    | Тверде   | Естель Гізар Diemer   | 3–6, 6–7(1) |

### Парний розряд: 8 (3–4)
| Результат | Ранг | Дата              | Турнір                                     | Покриття | Партнерка                | Суперниці                                      | Рахунок             |
| --------- | ---- | ----------------- | ------------------------------------------ | -------- | ------------------------ | ---------------------------------------------- | ------------------- |
| Поразка   | 1.   | 4 вересня 2005    | ITF Мольєрусса, Іспанія                    | Тверде   | Anna Boada-Plade Llorens | Нурія Ройг Ларісса Карвальйо                   | 0–6, 1–6            |
| DNP       | Н/Д  | 13 листопада 2005 | ITF Майорка, Іспанія                       | Ґрунт    | Veronica Rizhik          | Гіанна Доз Кармен Клашка                       | Н/Д                 |
| Перемога  | 1.   | 17 вересня 2006   | ITF Льєйда, Іспанія                        | Ґрунт    | Victoria Valls-Comamala  | Беатріс Гарсія-Відагані Irene Rehberger Bescos | 6–3, 6–1            |
| Поразка   | 2.   | 24 серпня 2008    | ITF Вестенде, Бельгія                      | Тверде   | Юлія Парасюк             | Емма Лайне Деббріх Фейс                        | 5–7, 5–7            |
| Перемога  | 2.   | 31 серпня 2008    | ITF Мольєрусса, Іспанія                    | Тверде   | Юлія Парасюк             | Yasmin Clarke Олівія Скарфі                    | 6–7(2), 6–0, [10–5] |
| Перемога  | 3.   | 8 лютого 2009     | ITF Майорка, Іспанія                       | Ґрунт    | Фатіма Ель Алламі        | Лусія Сайнс Летісія Костас                     | 6–4, 6–1            |
| Поразка   | 3.   | 10 травня 2009    | ITF Бадалона, Іспанія                      | Ґрунт    | Sheila Solsona Carcasona | Бенедетта Давато Крістіна Санчес-Кінтанар      | 3–6, 4–6            |
| Поразка   | 4.   | 17 травня 2009    | ITF Vila Real de Santo António, Португалія | Ґрунт    | Sheila Solsona Carcasona | Марія Жуан Келер Жуана Пангаю Перейра          | 2–2 ret.            |